# Frățilești, Ialomița
Frățilești este un sat în comuna Săveni din județul Ialomița, Muntenia, România. Este situat la aproximativ 7 km de orașul Țăndărei.